# Сябри
Сябри́ (однина — «сябер», «сябро», «сябр» або «сябор») — категорія селян, які спільно володіли (як члени того самого роду, так і не споріднені між собою) і користувалися орною землею та іншими земельними угіддями чи також спільно працювали в інших родах господарства (зокрема бджільництві, а також рибальстві, соляному промислі тощо).
Походження слова «сябер» (д.-рус. сябьръ, прасл. *sębrъ) неясне: на думку деяких мовознавців, воно утворене від *sem-ro (спорідненого з *sěmьja — «сім'я») шляхом додання вставного b; інші дослідники пов'язують його з праіндоєвропейським коренем *se/*so — «свій». Малопереконливі версії, що виводять слово «сябер» від східногерманського *sembura або від гуннської родоплемінної назви Σάβειροι.
Сябринне володіння й господарство було розвинене у Київській Русі (на його характер існують різні погляди), значно поширилося Центральною і Східною Україною у XVI—XVII ст. (тоді — території Великого князівства Литовського), у добу її колонізації, але поступово перетворилося на подвірноспадкове володіння. Залишки сябринного господарства (зокрема громадське користування пасовищами, луками тощо) зберігалися до початку XX ст.

## Інше
- У білоруській мові слово сябры (однина — сябар) означає «друзі». Такого слова в подібному значенні більше нема в жодній слов'янській мові. Проте в західних діалектах української присутні цімбор, іноді цимбор «приятель, побратим, друг».[4]
- «Сябрами» іноді називають білорусів[5].
- «Сябри» — білоруський вокально-інструментальний ансамбль, створений у 1974 році
- Деякі дослідники пов'язують зі словом «сябр» походження термінів родичівства «пасерб», «пасербиця»[6].